# Idaea mosquensis
Idaea mosquensis là một loài bướm đêm trong họ Geometridae.